# Toshio Hirano
Toshio Hirano ( 平野俊夫 Hirano Toshio ?, nascido em 17 de abril de 1947 em Osaka, Japão) é um imunologista e acadêmico japonês, mais conhecido por sua descoberta da interleucina-6.  Desde agosto de 2011, ele serve como presidente da Universidade de Osaka.

## Cronologia
- 1972 - formou na Faculdade de Medicina, Universidade de Osaka [2]
- 1980 - professor assistente na Faculdade de Medicina da Universidade de Kumamoto [2]
- 1984 - professor assistente no Instituto de Biologia Molecular e Celular, Universidade de Osaka [2]
- 1989 - professor na mesma universidade [2]
- 2004 - Dean da Graduate School of Frontier Biosciences, Osaka University [2]
- 2008 - Dean da Graduate School of Medicine, Universidade de Osaka [2]
- Agosto de 2011 - o 17º presidente da Universidade de Osaka

## Honrarias e prêmios
- Erwin von Balz prêmio (Japão), em 1986
- Prémio Ciba-Geigy Rheumatism (Japão), 1990
- Prêmio Sandoz for Immunology (agora conhecido como os da Novartis Prêmios para Immunology), 1992
- Prêmio Osaka Science (Japão), 1997
- Prêmio Mochida Memorial (Japão), 1998
- ISI Citation Award Laureate (Japão), 1981-1998, 2000
- O Prêmio Fujihara de 2004 A Fundação Fujihara of Science
- Prêmio Médica da Associação Japonesa de Medicina de 2005, o Japão Associação Médica
- Medal of Honor com fita roxa, de abril de 2006
- O Prêmio Crafoord em Poliartrite 2009
- O Japaão Prize para a descoberta de interleucina-6, 2011